# 日村勇紀
日村勇紀（日语：／ Himura Yūki */?；1972年5月14日—）是日本男性搞笑藝人、主持人、演員。出生於廣島縣賀茂郡黑瀨町（今廣島縣東廣島市），出身地則為神奈川縣相模原市。搞笑雙人組香蕉人成員，裝傻擔當。妻子為自由廣播員的神田愛花。所屬經紀公司是Horipro旗下子公司HoriPro com。

## 經歷
出生於廣島縣東廣島市黑瀨町，父親是上班族，母親是兒童保母，還有一位哥哥。三歲時搬家，從健康幼兒園畢業，國中畢業後，就讀神奈川縣立相模田名高等學校期間，與同學原田健共同組成「田徑部」的二人組，日村收到渡邊正行所贊助的喜劇直播《媽媽新人小品大賽》的試鏡，日村順利的通過試鏡並於直播中演出。在日村高中畢業後，渡邊詢問他未來想從事什麼工作，日村表示想朝喜劇方面前進，之後被邀請去了渡邊的經紀公司，並於1991年正式進入演藝圈工作。
但田徑部的原田因結婚，從演藝圈引退，二人的團體也就解散，當日村被告知時，日村很震驚，他意識到不能自己一人變成喜劇演員，躲在房間哭的日村被父母知道後說了一句「如果喜歡這個職業就好好加油」的話鼓勵日村。
之後日村約一年在演出電視劇。1991年3月所公開的電視劇《橫濱爆列台夏天的湘南純愛篇》及《機動警察劇場版Ⅱ》都擔任配角，日村繼續進行小規模的演藝事業。直到1993年10月，西秋元喜邀請日村及其他兩人組成4人的搞笑團體，在這裡遇到了有共同朋友的設樂統，日村與設樂兩人決定離開這4人組，並另外組一個兩人的搞笑團體，也就是現在的香蕉人。
自2008年12月31日到2009年1月3日，日村出演了19個節目，使成為演出最多的搞笑藝人排名第一，FUJIWARA及春菜愛以15個節目成第二，而日村的搭檔設樂統以13個節目暫居第四。
2015年4月17日所發售的「星期五」的雜誌中，報導了日村與前NHK自由廣播員神田愛花疑似在約會，隨即兩人的經紀公司就回應兩人確實在交往的公告。2018年4月7日，日村在廣播節目《香蕉人的香蕉月GOLD》中，宣布與神田結婚的消息，各媒體還用「美女與野獸」來形容兩人的戀情。

## 人物
日村的興趣是打撞球及相撲，也很擅長彈吉他跟鋼琴，還會跳踢踏舞，經常在綜藝節目中表演。自己很擔心聲音會聽不見。

### 名字的稱呼
根據笨蛋節奏的說法是，日村被高中同學暱稱。而2010年7月16日放送的廣播節目《香蕉人的香蕉月GOLD》中，設樂親自與日村確認。
日村的妻子神田稱呼日村為，以神田的說法是起初是稱呼日村為「ユーくん」，不知怎麼慢慢從「ユーキュン」→「ユキュソ」→「ユキュソール」，直到最後的。

### 樣貌
日村自己自稱是「醜陋的搞笑藝人」，其他的特徵為鬆弛的下巴及突出的腹部，這些特徵在18歲以前是正常的，日村本人說「在19歲御盆之後就發生了變化」，以體型上來看，日村在高中時期是苗條的，出道時稍微略超重，再出演短劇時，也經常演出肥胖的角色。日村曾經最高體重已達到了100公斤重，是一個典型的肥胖身體。日村也經常被說沒有下巴。
日村的標誌性髮型就是「蘑菇頭」，髮型的靈感來自自己演出的劇《橫濱爆列台夏天的湘南純愛篇》，是導演指示日村簡這個髮型，從這時候起，日村的髮型就再也沒有變過了。

### 藝術風格
日村擅長模仿人，會模仿在劇中或是昭和歌曲的一段，像是玉置浩二、長渕剛等。

### 嗜好
日村很憧憬隧道，還在自己的部落格上寫「隧道是我的青春！”！ 這是上帝！」，日村出演工作調 我會揭開我職業的秘密！時，說「在我那個年代的人分為DOWNTOWN及隧道派」
在音樂方面，日村從小時侯沉迷TM NETWORK和小室哲哉所作的歌曲，日村最喜歡TM NETWORK的Get Wild，是唯一一首可以用鍵盤或鋼琴所演奏的歌曲，還多次在綜藝節目上表示，在2017年4月8日放送的《BANANA ZERO MUSIC》中，與小室一起演奏Get Wild。
日村喜歡吃的食物有關東煮（特別是竹輪）、茄子、尖吻鱸、切蒲英、馬鈴薯沙拉、麻婆豆腐、烏龍麵等都是一些不怎麼咬的食物。則討厭吃西瓜、哈密瓜及梅干，原因是小時候養了一堆甲蟲，且西瓜放久會腐爛，吃起來就跟吃甲蟲一樣，所以才會不喜歡。
在2019年以前，日村就多次在自己的冠名節目《香蕉人的香蕉月GOLD》提起自己成為公車司機的夢想，載著設樂及他的朋友，同年12月14日，就在同節目宣布自己已獲得中型巴士駕照，並在2021年的時候，開播自己的冠名節目《日村巴士！》。

### 交友關係
年輕時，曾經跟笨蛋節奏伸野一起同居大概2年。
和小林劍道搬來東京時，第一次出演節目，為了加深友誼，還特別一起出國旅行，舉辦了「東京馬鈴薯沙拉男孩」的聚會。
與綜合格鬥家所英男交情非常好，會一起喝酒跟出國玩，會認識所英男是因為，日村所屬的經紀公司的後輩加倍預定，與所英男也是朋友，日村聽說非常想見他，詢問了加倍預定的成員黑田俊幸，除了私下的交情外，還多次在綜藝節目、廣播節目等碰面。所英男還會在自己Twitter、部落格上面，或在媒體訪問時，都會聊到日村的事情。
男子團體純烈的成員兼隊長酒井一圭與日村共同演出橫濱爆裂台，一開始都不認識，是公同演出，讓他們成為好朋友，隨著純烈的引起的關注，日村與酒井在節目就磣常碰面。
在日村每年生日時，歌手星野源就會送一首個歌給日村。
在東京電視台播出的節目乃木坂工事中，與前乃木坂46的成員阪口珠美的父親，是小時候的玩伴。

### 身體健康狀況
日村的身體很容易挨餓，他曾經在節目表示，自已有一年裡360天都在腹瀉，也有情況下會常常漏尿，最代表的事是在日村國中一年級時，在遊覽車上面漏尿，他設法讓其他人不知道。
2008年，日村去做了準分子雷射原位層狀角膜塑形術矯正視力，因此日村在家常常帶著處方矯正太陽眼鏡。
日村的牙齒很不整齊，2011年1月時，去做了植牙手術。
在日村出道時，體重只有60公斤，到2012年時，體重來到90公斤，血壓最高210，最低132，再去做健康檢查時被告知再不節制，自己很快就會死，從那時候起，日村每天節食，終於成功在1個月減掉12公斤。
2013年9月，日村因高血壓引起氣喘發作，被緊急送往醫院急救，醫生診斷出日村可能有「急性心臟衰竭」的風險，因此被迫住院休養一段時間。

## 演出作品

### 綜藝節目

#### 目前出演的節目
- 香蕉人日村走吧！行走的日村太郎（2021年7月11日、10月5日－，BS朝日）－冠名節目[50]
- 日村巴士!（2021年11月3日－，NHK綜合頻道）－不定期播出的冠名特別節目[51]

#### 過去演出的節目
- 莫特莫九十九（2011年11月－2014年5月，TBS電視台）－常規演出[52]
- 博弈世界（2014年4月－6月，TBS電視台）－常規演出[53]
- 「那是什麼樣的人？」 調查綜藝 G-Men 99（2014年4月－9月，TBS電視台）－常規演出[54]
- 6人的村民！全員集合（2014年8月20日，TBS電視台）－特別節目[55]
- 對於溫柔的人 問題很容易解決（2015年11月3日 - 2017年3月28日，富士電視台）－常規演出
- 讓我在你面前說 這就是我（2016年5月3日 - 5月17日，東京電視台）－MC[56]
- 萬年B組Himken老師（2016年4月25日 - 2017年3月27日，TBS電視台）－冠名節目
- 青春高中3年C組（2018年4月6日 - 2020年3月24日・2020年4月7日 - 2021年3月16日，東京電視台）－星期五MC → 深夜時段的MC

### 網路節目
- 住住
  - 住住1（2020年4月8日 - 2020年5月23日，Hulu）－以自己本名出演
  - 住住2（2021年4月25日 - 6月27日，Hulu）－以自己本名出演

- 綜藝發展綜藝 日村去吧（2017年4月26日 - 2020年3月18日・2021年1月17日，ABEMA）－冠名節目[57]

### 電視劇
| 年份   | 播出電視台     | 劇名                                   | 演出角色         | 備註                                              |
| ------ | -------------- | -------------------------------------- | ---------------- | ------------------------------------------------- |
| 1997年 | 朝日電視台     | 星期六寬劇場－京都相親之旅             | 滋賀縣刑警       |                                                   |
| 1998年 | 朝日電視台     | 星期六寬劇場－「繭的密室」連續殺人事件 | 田坂勝彥         |                                                   |
| 2005年 | BS富士         | RUN AWAY GIRL 飄逸的女孩               | 繪里香的粉絲     |                                                   |
| 2006年 | TBS電視台      | 秋葉原@DEEP                            | 達摩             |                                                   |
| 2006年 | 朝日放送電視台 | 富豪刑警 （電視劇）                    | 野村紀男         | 第9集特別演出                                     |
| 2007年 | 東京電視台     | 去年在爾諾阿                           | 店員C            |                                                   |
| 2007年 | 富士電視台     | 我的野蠻媽咪                           | 金井玉男         |                                                   |
| 2009年 | 東京電視台     | 手機搜查官7                            | 卡茲             | 第39集客串                                        |
| 2009年 | 朝日電視台     | 求職的女兒                             | 白騰龍之介       |                                                   |
| 2009年 | 朝日電視台     | 我的乖乖女                             | 木村英生         |                                                   |
| 2010年 | 日本電視台     | 笑女演員－「青鳥」篇                   | 山田純平         |                                                   |
| 2011年 | 朝日電視台     | 鋼的女人                               | 屋台的客人       | 第5集客串                                         |
| 2011年 | 富士電視台     | 推理要在晚餐後                         | 藥局店員         | 第6集客串                                         |
| 2011年 | 朝日電視台     | 還有第11人！                           | 店員             | 最後1集客串                                       |
| 2012年 | TBS電視台      | 色彩日村                               | 每週都會改變角色 | 主演                                              |
| 2013年 | TBS電視台      | 放學後最佳節奏                         | 村田哲           | 第4集客串                                         |
| 2014年 | 東京電視台     | 牙狼〈GARO〉-魔戒之花-                 | 關谷             | 第1集客串                                         |
| 2014年 | 富士電視台     | 出色的選TAXI                           | 共犯刑警         | 第7、8集（此角色為劇中劇「犯罪刑警」的角色）      |
| 2015年 | 富士電視台     | 嫌疑犯是8位的人氣藝人                  | 以本人名字出演   |                                                   |
| 2020年 | NHK            | 歡呼                                   | 春日部（音效師） | 在2020年11月16日的放送中以NHK職員春日部的身份出演 |

### 電視動畫
| 年份   | 播出電視台 | 動畫名               | 角色         |
| ------ | ---------- | -------------------- | ------------ |
| 2015年 | 迪士尼XD   | 星際大戰：反抗軍起義 | （日語配音） |

### 電影
| 年份   | 劇名                   | 演出角色     | 備註               |
| ------ | ---------------------- | ------------ | ------------------ |
| 1993年 | 機動警察劇場版Ⅱ        | 維修工人     | 聲音出演           |
| 1994年 | 橫濱爆裂台             | 寬一         | 全部的系列都有出演 |
| 1995年 | BAD GUY BEACH          | 小暮         |                    |
| 2005年 | 撐下來                 | 路人         |                    |
| 2007年 | 東京隊長               | 署長         |                    |
| 2007年 | 舞妓哈哈哈             | 舞技攝影者   |                    |
| 2008年 | 帥氣★西裝              | 醜陋男       |                    |
| 2009年 | 江藤                   |              | 聲音出演           |
| 2009年 | 守護天使               | 青年         |                    |
| 2009年 | 怪獸大戰外星人         | B.O.B.       | 日語配音           |
| 2011年 | 快樂腳2                | 蝦小仙       | 日語配音           |
| 2012年 | 麵包超人：復活吧香蕉島 | 科羅琳       | 日語配音           |
| 2015年 | 死者新選組             | 屑山下衆太郎 | 主演               |
| 2015年 | 小小兵                 | 壞蛋大會主播 | 日語配音           |
| 2016年 | 寵物當家               | 公爵         | 日語配音           |
| 2019年 | 寵物當家2              | 公爵         | 日語配音           |

### 廣告
- 環球音樂 「DJ KAORI'S INMIX VI」（2010年9月）[60]
- 花王－（2018年2月）－與西野七瀨一起出演

## 外部連結
- 日村勇紀的NHK人物誌（页面存档备份，存于）（日語）